# András Dlusztus
András Dlusztus (ur. 22 lipca 1988 w Segedynie) – węgierski piłkarz grający na pozycji obrońcy w Lombardzie Pápa. Jest wychowankiem Tiszy Volán, z której był wypożyczony do Makó FC. Następnie reprezentował barwy brazylijskich klubów − Fortalezy i drugiej drużyny Flamengo. W 2007 roku powrócił do ojczyzny, zostając zawodnikiem FC Sopron. Od 2008 roku występuje w Lombardzie Pápa.

## Statystyki kariery
| Sezon   | Klub         | Kraj  | Rozgrywki           | Mecze | Bramki |
| ------- | ------------ | ----- | ------------------- | ----- | ------ |
| 2007/08 | FC Sopron    | Węgry | Nemzeti Bajnokság I | 7     | 0      |
| 2009/10 | Lombard Pápa | Węgry | Nemzeti Bajnokság I | 13    | 0      |
| 2010/11 | Lombard Pápa | Węgry | Nemzeti Bajnokság I | 15    | 0      |
| 2011/12 | Lombard Pápa | Węgry | Nemzeti Bajnokság I | 6     | 1      |
| 2012/13 | Lombard Pápa | Węgry | Nemzeti Bajnokság I | 25    | 0      |